# Mari ibn Sulayman
Mari ibn Sulayman (XII secolo) è stato uno storico e teologo siro (di lingua araba), appartenente alla Chiesa d'Oriente.
Di lui non si conosce praticamente nulla, se non che è stato l'autore di un testo di teologia, nel quale per due volte si definisce: Io, Mari figlio di Salomone, povero peccatore…

## Opera
Il testo di cui fu l'autore si intitola «Libro della Torre» (in arabo: Kitāb al-Majdal), suddiviso in sette parti che coincidono con i setti "livelli" della Torre:
1. Il primo livello è una esposizione generale dell'opera.
2. Il secondo rappresenta le fondamenta della Torre, ossia l'unità di Dio, il Cristo, la Trinità e l'Incarnazione.
3. Il terzo livello descrive le "pietre d'angolo", ossia il battesimo e l'eucaristia.
4. Il quarto livello descrive i "sette candelabri" che danno luce alla Torre, cioè le sette virtù dell'anima (pietà, carità, preghiera, digiuno, misericordia, umiltà e castità).
5. Il quinto livello presenta le "sette colonne" che tengono in piedi l'edificio; che sono la creazione, il giudizio finale, le profezie, la venuta del Messia, la storia della Chiesa d'Oriente, la storia delle eresie, la collezione dei testi biblici.
6. Il sesto livello raffigura i "quattro canali" che alimentano la Torre (la preghiera, la santificazione della domenica, le candele e l'incenso, e la penitenza).
7. Il settimo livello descrive i "giardini" che coronano la Torre, dove si riposano i cristiani liberati dalla legge ebraica dell'Antico testamento.

La sezione che più di ogni altra attira l'attenzione degli storici è la storia della Chiesa d'Oriente, che costituisce la quinta parte del quinto livello. Essa è costituita da una serie di biografie dei catholicoi e patriarchi della Chiesa nestoriana, sulla falsariga delle biografie dei papi del Liber pontificalis o della «Storia dei patriarchi di Alessandria» . L'ultima biografia è quella del patriarca Abdisho III bar Muqli, morto nel 1148, ciò che permette di datare approssimativamente l'opera. Inoltre, nella biografia del predecessore Bar Sawma (1133-1136), Mari ibn Sulayman riferisce espressamente di aver raccolto su di lui delle testimonianze orali. Per i patriarchi più antichi, l'autore ha avuto accesso a fonti oggi scomparse, e in alcuni casi riporta informazioni che non si trovano altrove.
Il testo del «Libro della Torre» è riportato per intero nel manoscritto Paris. arab. 190 (XIII secolo), mentre i manoscritti 191 e 192 della stessa collezione ne riportano solo alcune parti; altri quattro manoscritti (conservati uno a Londra e tre in Vaticano) riportano delle copie parziali o più recenti. Il gesuita Enrico Gismondi pubblicò alla fine dell'Ottocento una edizione bilingue, araba e latina, delle biografie dei patriarchi, con il titolo De patriarchis nestorianorum commentaria.
Il «Libro della Torre» è stato imitato nel XIV secolo da un altro autore di nome ʿAmr ibn Mattā. Le due opere, dallo stesso titolo, sono spesso confuse fra loro, anche nei manoscritti. 
Nello stesso secolo, a Cipro, un altro autore cristiano nestoriano, Sliwa bar Yuhanna, pubblicò il "Libro dei Misteri": la prima parte è costituita da una copia del quinto livello dell'opera di Mari ibn Sulayman, mentre l'ultima parte raccoglie le biografie dei patriarchi, continuata fino a Yab-Alaha III bar Turkaye, morto nel 1317.